# Roberto Dalla Vecchia (musicista)
Roberto Dalla Vecchia (Vicenza, 5 gennaio 1968) è un chitarrista, compositore e cantante italiano.

## Biografia
Viene avviato agli studi musicali dalla madre, insegnante di pianoforte. Dopo alcuni anni di studi classici, decide di dedicarsi a ciò che lo affascina maggiormente: la chitarra acustica. La grande passione per questo strumento lo porta ad approfondire diversi stili e tecniche, in particolare quella del flatpicking (tecnica che consiste nel suonare la chitarra con il plettro). Per qualche anno prende lezioni dal maestro Beppe Gambetta, chitarrista genovese, uno dei massimi esponenti del flatpicking moderno. Intanto si esibisce nei primi concerti con band country-bluegrass del vicentino e lavora per un periodo presso la Manne Guitars, sotto la guida del maestro liutaio Andrea Ballarin.
Debutta come solista nel 1998, anno di uscita del suo primo album Open Spaces. Successivamente, incide Sit Back (2002), CD vincitore dell’Homegrown CD Award della rivista statunitense Acoustic Guitar come miglior cd autoprodotto dell'anno.
Ormai chitarrista affermato, continua il suo lavoro di composizione, alternando a questo e all'intensa attività concertistica anche l'attività didattica, collaborando con la stampa specializzata e organizzando l'Acoustic Guitar Workshop. È anche l'ideatore e l'organizzatore del vicenzAcustica, noto concerto con ospiti chitarristi di fama internazionale, che si tiene ogni anno a Vicenza. Dal 2012 è il direttore artistico dell'orchestrAcustica, una formazione di 25 chitarristi acustici flatpicker, unica in Italia.
Ha suonato con artisti come Luca Francioso, Tommy Emmanuel, Frank Vignola, Beppe Gambetta, Walter Lupi, Massimo Varini, Jim Hurst, Mark Cosgrove, Clive Carroll, Jacques Stotzem e molti altri in occasione di importanti festival in Europa e negli Stati Uniti.

## Stile
Si distingue per le sue musiche melodiche ed espressive, aperte all'interpretazione. Non mancano i riferimenti alla musica tradizionale americana e bluegrass.

## Vita privata
Vive tuttora a Vicenza con la moglie e i tre figli. Collabora con la comunità missionaria dei Saveriani.

## Curiosità
- Si autodefinisce un grande amante della cucina messicana.
- Passa spesso del tempo a Cesuna, frazione dell'Altopiano dei Sette Comuni. La bellezza e la tranquillità del posto sono per lui una grande fonte di ispirazione. Da qui uno dei suoi brani più famosi: Ticket To Cesuna.

## Discografia

### Album in studio
- 1998 - Open Spaces per Tring-Azzurra Records
- 2002 - Sit Back
- 2006 - Grateful per Fingerpicking.net
- 2008 - Unknown Legends
- 2011 - Hand in Hand
- 2012 - Morning Lights (con Luca Francioso)[4] per Fingerpicking.net

### Compilations
- EWOB 1999 - Strictly Country Records[5]
- Vicenza in Musica 2000
- EWOB 2001 - Strictly Country Records
- Country in This Country Vol.2 2002- Ethnoworld Srl[6]
- EWOB 2002 - Strictly Country Records[7]
- Flatpicking 2003 - FGM Records[8]
- EWOB 2007 - Strictly Country Records

## Pubblicazioni
Oltre alle trascrizioni in tablatura e spartito di tutti i suoi album, ha pubblicato recentemente per la Carish un libro didattico sul metodo di chitarra flatpicking.

## Riconoscimenti
- Homegrown CD Award 2003 per il cd Sit Back
- Secondo posto ai Best Instrumental Album dei Just Plain Folks Music Awards 2009 per il cd Grateful[10]
- OurStage Channel Prize 2009 per il brano Sunflowers dall'album Unknown Legends